# Torbda striata
Torbda striata är en stekelart som beskrevs av Tohru Uchida 1956. Torbda striata ingår i släktet Torbda och familjen brokparasitsteklar. Inga underarter finns listade i Catalogue of Life.